# Garrotxes
Pour les articles homonymes, voir Garrotxa (homonymie).
Les Garrotxes [ɡaʁɔtʃ] sont une petite région naturelle située dans la partie orientale des Pyrénées, dans le département français des Pyrénées-Orientales. Faisant partie du Conflent, les Garrotxes sont constituées des cinq communes de Caudiès-de-Conflent, Sansa, Railleu, Ayguatébia-Talau, Oreilla, ainsi que d'une part de la commune d'Olette.

## Toponymie
En catalan, une garrotxa (pluriel : garrotxes) est une terre dure, rugueuse, ingrate. Ce toponyme est partagé avec la Garrotxa, comarque espagnole toute proche, et dans une moindre mesure par les Aspres (aspres signifiant rugueux).